# Kip Thorne
Kip Stephen Thorne (Logan, Utah, 1 de junio de 1940) es un físico teórico estadounidense, ganador del Premio Nobel de Física y del Premio Princesa de Asturias de Investigación Científica y Técnica, conocido por sus numerosas contribuciones en el campo de la física gravitacional y la astrofísica y por haber formado a toda una generación de científicos. Viejo amigo y colega de Stephen Hawking y Carl Sagan, ocupó la cátedra “Profesor Feynman” de Física Teórica en el Instituto Tecnológico de California hasta 2009. Thorne es uno de los mayores expertos mundiales en las aplicaciones a la astrofísica de la Teoría de la Relatividad General de Albert Einstein. En la actualidad prosigue sus investigaciones científicas.

## Biografía
Thorne nació en Logan, Utah, hijo de los profesores de la Universidad de Utah D. Wynne Thorne y Alison C. Thorne, químico y economista, respectivamente. Criado en un ambiente académico, dos de sus cuatro hermanos también son profesores. Empezó a interesarse en la ciencia a la edad de ocho años, después de asistir a una conferencia sobre el sistema solar. Thorne y su madre elaboraron cálculos para su propio modelo del sistema solar.
Thorne destacó en sus estudios desde temprana edad, llegando luego a convertirse en uno de los profesores más jóvenes de pleno derecho en la historia del Instituto de Tecnología de California. Recibió su título de grado (Bachelor of Science) en el Caltech en 1962, y se doctoró (Ph.D.) por la Universidad de Princeton en 1965. Escribió su tesis de doctorado, Geometrodynamics of Cylindrical Systems, bajo la supervisión del relativista John Wheeler. Thorne volvió al Caltech como profesor asociado en 1967 y fue nombrado profesor de física teórica en 1970, profesor de la cátedra "William R. Kenan, Jr.", en 1981, y de la cátedra "Profesor Feynman de Física Teórica" en 1991. En junio de 2009 renunció a su cátedra Feynman (ahora es emérito) para desarrollar una carrera profesional como escritor y guionista cinematográfico. En su primer proyecto colaboró con el director Christopher Nolan (quien sustituyó a Steven Spielberg en el proyecto), en la película Interstellar.
A lo largo de los años, Thorne ha servido como mentor y tutor de tesis de muchos teóricos de alto nivel que ahora trabajan en los aspectos de observación, experimentación y astrofísica de la relatividad general. Aproximadamente cincuenta físicos han recibido títulos de doctorado en Caltech en virtud de tutoría personal de Thorne.
Thorne es conocido por su habilidad para transmitir la emoción y el significado de los descubrimientos sobre gravitación y astrofísica tanto en el plano profesional como en el divulgativo. En 1999, hizo algunas especulaciones sobre lo que depararía el siglo XXI ante las siguientes cuestiones:
- ¿Existe un "lado oscuro del universo" poblado por objetos como los agujeros negros?
- ¿Se puede observar el nacimiento del universo y su lado oscuro, utilizando la radiación a partir de la distorsión del espacio-tiempo, o las llamadas "ondas gravitatorias"?
- ¿Será capaz la tecnología del siglo XXI de revelar un comportamiento cuántico en el ámbito de los objetos de tamaño macroscópico?

Thorne ha presentado diversos programas de la PBS estadounidense (televisión pública) y la BBC inglesa sobre temas como los agujeros negros, las ondas gravitatorias, la relatividad, el viaje en el tiempo y los agujeros de gusano.
Contrajo matrimonio en 1960 con Linda Jean Peterson. Tuvieron dos hijos: Kares Anne y Bret Carter, arquitecto. Thorne y Peterson se divorciaron en 1977. Thorne se casó por segunda vez en 1984 con Carolee Joyce Winstein, profesora de kinesiología y terapia física en la University of Southern California.

## Investigación

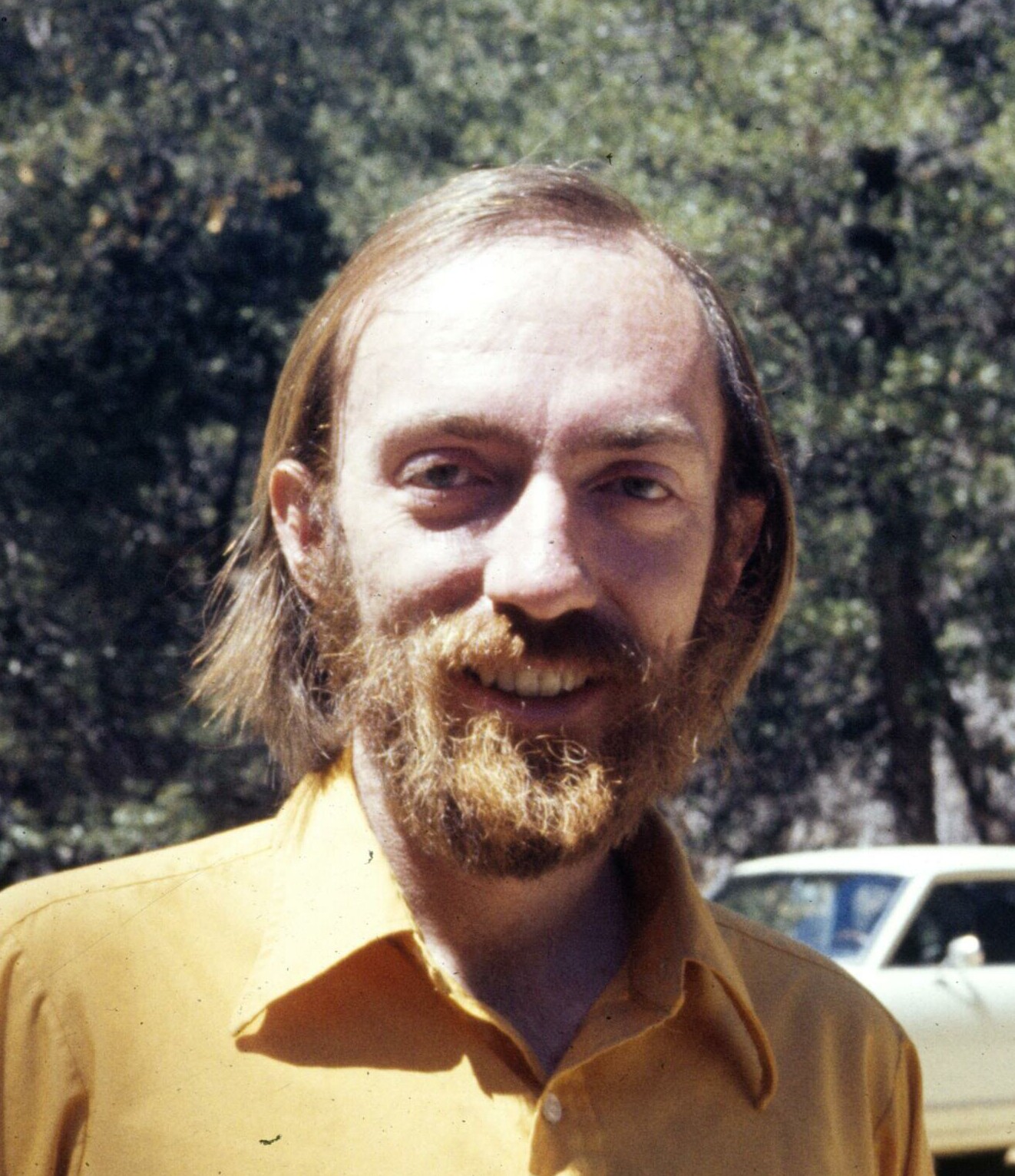
Kip Thorne en 1972.

La investigación de Thorne se ha centrado principalmente en la astrofísica relativista y la física de la gravitación, con énfasis en la evolución estelar, los agujeros negros y especialmente las ondas gravitatorias. Es conocido por el gran público por su controvertida teoría de que los agujeros de gusano pueden ser utilizados para viajar en el tiempo. Sin embargo, las contribuciones científicas de Thorne, que se centran en el carácter general del espacio-tiempo y la gravedad, cubren la gama completa de temas en relatividad general.

### Las ondas de gravedad y el LIGO
Thorne es considerado una de las pocas autoridades mundiales en ondas gravitatorias. En parte, su trabajo se ha ocupado de la predicción sobre ondas gravitatorias y sus ritmos temporales observables en la Tierra. Estos "ritmos" observables son de gran importancia para el experimento denominado LIGO (Laser Interferometer Gravitational Wave Observatory). Thorne ha sido un gran defensor de este experimento, que cofundó en 1984, siendo el mayor proyecto financiado por la National Science Foundation. A través del mismo se intenta discernir y medir las fluctuaciones en el espacio entre dos o más puntos estáticos; tales fluctuaciones serían la evidencia de las predichas ondas gravitatorias, según los cálculos de Thorne y otros científicos. Un aspecto significativo de su investigación es el desarrollo de las matemáticas necesarias para analizar estos objetos. Thorne también lleva a cabo análisis de diseño de ingeniería para las características del LIGO que no se pudieron desarrollar cuando se concibió el experimento, y aporta asimismo los algoritmos necesarios para los análisis de datos a través de los cuales se efectuarán las búsquedas de ondas.
Ha prestado igualmente apoyo teórico para el LIGO, incluyendo la identificación de fuentes de ondas gravitatorias en que LIGO debería centrarse, el diseño de los deflectores para el control de la luz dispersada en el haz de tubos de LIGO, y –en colaboración con el grupo de investigación de Vladimir Braginsky (Moscú, Rusia)– de los sistemas denominados Quantum Nondemolition (QND) measurement para preservar las mediciones de los detectores avanzados de ondas gravitatorias y los sistemas para reducir el ruido (Ruido de Johnson-Nyquist) en dichos detectores. Con Carlton M. Caves, Thorne desarrolló sistemas de modulación de amplitud en cuadratura de osciladores armónicos (quantum nondemolition measurements of the quadrature amplitudes of harmonic oscillators), una técnica aplicable tanto en la detección de ondas gravitatorias como en la óptica cuántica (el Ligo utiliza en sus mediciones rayos láser). Debido a estas investigaciones, en 2017 le fue concedido, junto a Rainer Weiss y Barry C. Barish, el premio Nobel de física, «por sus contribuciones decisivas al detector LIGO y por la observación de ondas gravitatorias».

### Cosmología de los agujeros negros
Thorne ha realizado numerosas contribuciones a la cosmología de los agujeros negros. Propuso su denominada «conjetura del aro» a fin de dejar de lado la idea de una singularidad desnuda. Dicha conjetura describe una estrella en implosión convirtiéndose en un agujero negro. Esto se produce cuando la circunferencia crítica del aro puede contenerlo y rotar alrededor. Es decir, cualquier objeto de masa M en torno al cual un aro de circunferencia {\displaystyle {\begin{matrix}{\frac {4\pi GM}{c^{2}}}\end{matrix}}} se puede hacer girar, debe ser un agujero negro. Como herramienta para ser utilizada tanto en las empresas comerciales como en la ciencia astrofísica y la física teórica, Thorne ha desarrollado un enfoque poco común, llamado el paradigma de la membrana, aplicado a la teoría de los agujeros negros; lo utilizó para aclarar el «mecanismo de Blandford-Znajek» según el cual los agujeros negros serían capaces de activar cuásares y núcleos activos de galaxias. Thorne ha investigado el origen estadístico mecánico cuántico de la entropía de los agujeros negros, así como la entropía del horizonte cosmológico en un modelo inflacionario del universo. En colaboración con Wojciech Zurek, demostró que la entropía de un agujero negro de masa conocida, su momento angular y carga eléctrica, corresponden al logaritmo del número de formas en que el agujero se podría haber constituido. En colaboración con Igor Novikov y Don Page desarrolló la teoría de la relatividad general de los delgados discos de acrecimiento formados alrededor de los agujeros negros. Con su mentor John Wheeler, demostró además que era imposible la implosión para líneas cilíndricas de campos magnéticos. Con Stephen Hawking, ha teorizado sobre la singularidad existente en el interior de los agujeros negros y polemizado sobre la posibilidad del viaje en el tiempo.

### Agujeros de gusano y viajes en el tiempo
Thorne fue una de las primeras personas en realizar investigaciones científicas sobre si las leyes de la Física permiten la conexión múltiple del espacio y el tiempo (si se pueden atravesar los agujeros de gusano y si es posible la máquina del tiempo). Con Sung-Won Kim, Thorne ha identificado un mecanismo físico universal (el crecimiento explosivo de la polarización de los campos de vacío cuántico), que siempre debe impedir el desarrollo en el espacio-tiempo de las curvas cerradas de tipo tiempo (es decir, impide "el viaje hacia atrás en el tiempo"). Con Mike Morris y Ulvi Yurtsever demostró que la existencia de los agujeros de gusano lorentzianos violaría determinados principios de la mecánica cuántica. Esto ha dado lugar a la investigación para explorar la capacidad de los campos cuánticos de incluir energía negativa extendida. Cálculos recientes de Thorne indican que simples masas que atraviesen agujeros de gusano nunca podrían engendrar paradojas —no hay condiciones iniciales que conduzcan a paradojas una vez que el viaje en el tiempo se ha iniciado. Si sus resultados se pueden generalizar, se sugiere que ninguna de las paradojas que aparecen en las historias de viajes en el tiempo en realidad pueden ser formuladas en un nivel físico preciso: es decir, que cualquier situación en los viajes en el tiempo permite varias soluciones coherentes.
Sus estudios más recientes sobre gravedad cuántica prevén que en 2020 pueda afirmarse que «las leyes de la física prohíben el viaje atrás en el tiempo, al menos en el mundo macroscópico de los seres humanos. Por mucho que lo intente una civilización altamente avanzada, no puede impedir que una máquina del tiempo se autodestruya en el momento de la activación». Y añade: «lamentablemente, Stephen [Hawking] no apostará conmigo sobre esto. Ambos nos encontramos en el mismo lado.»

### Estrellas relativistas, multipolos y otros estudios
Con Anna Żytkow, Thorne predijo la existencia de estrellas supergigantes rojas con núcleo de estrellas de neutrones (objetos Thorne-Żytkow). Lo más importante, sentó las bases para la teoría de los pulsos de las estrellas relativistas y la radiación gravitatoria que emiten. Con James Hartle, Thorne derivó de la relatividad general las leyes del movimiento y la precesión de los agujeros negros y otros cuerpos relativistas, incluyendo la influencia del acoplamiento de los momentos multipolares de dos objetos cercanos a la curvatura del espacio-tiempo. Thorne también ha predicho teóricamente la existencia de materia exótica antigravitatoria (con masa negativa), que es el elemento necesario para acelerar la tasa de expansión del universo, posibilitar los agujeros de gusano y otras teorías. Con Clifford Will y otros de sus estudiantes, sentó las bases para la interpretación teórica de las pruebas experimentales de las teorías relativistas de la gravedad, cimientos sobre los que Will y otros trabajan desde entonces. Finalmente, Thorne está interesado en el origen del espacio y tiempo clásicos a partir de la espuma cuántica, dentro de la teoría cuántica de la gravedad.

## Publicaciones
Thorne ha escrito y editado libros sobre temas de teoría de la gravedad y la astrofísica de alta energía. En 1973, fue coautor del libro de texto clásico Gravitation, con Charles Misner y John Wheeler, del que la mayor parte de la actual generación de científicos han aprendido la teoría de la relatividad general. En 1994, publicó Black Holes and Time Warps: Einstein's Outrageous Legacy, un libro de referencia para los no científicos por el que recibió numerosos premios. Este libro ha sido publicado en seis idiomas y está impreso en ediciones en chino, italiano, checo, polaco y español.
El trabajo de este autor ha aparecido en revistas y enciclopedias, tales como Scientific American, McGraw-Hill Yearbook of Science and Technology y la
Collier's Encyclopedia, entre muchas otras.
Thorne ha publicado más de 150 artículos en revistas especializadas.
Títulos recientes:
- Thorne, K. S., in 300 Years of Gravitation, (Eds.) S. W. Hawking and W. Israel, 1987, (Chicago: Univ. of Chicago Press), Gravitational Radiation.

- Thorne, K. S., Price, R. H. and Macdonald, D. M., Black Holes, The Membrane Paradigm, 1986, (New Haven: Yale Univ. Press).

- Friedman, J., Morris, M. S., Novikov, I. D., Echeverria, F., Klinkhammer, G., Thorne, K. S. and Yurtsever, U., Physical Review D., 1990, (in press), Cauchy Problem in Spacetimes with Closed Timelike Curves.

## Honores y galardones
Thorne pertenece a:
- La Academia Estadounidense de las Artes y las Ciencias
- La Academia Nacional de Ciencias de Estados Unidos
- La Academia de Ciencias de Rusia
- La Sociedad Filosófica Estadounidense.

Premios:
- American Institute of Physics: Science Writing Award in Physics and Astronomy
- Phi Beta Kappa Society: Science Writing Award
- American Physical Society: Lilienfeld Prize
- German Astronomical Society: Karl Schwarzschild Medal
- Robinson Prize in Cosmology from the University of Newcastle, England
- Sigma Xi: The Scientific Research Society: Common Wealth Awards for Science and Invention
- California Science Center: California Scientist of the Year Award (2003).
- Premio Princesa de Asturias de Investigación Científica y Técnica en 2017.
- Premio Nobel de Física en 2017.

Es Woodrow Wilson Fellow, Danforth Fellow, Guggenheim Fellow y Fulbright Fellow. También ha recibido el título honorario de doctor en human letters por la Claremont Graduate University.
Ha sido elegido para la silla Lorentz del año 2009 en la Universidad holandesa de Leiden.
Thorne ha servido en:
- International Committee on General Relativity and Gravitation
- Committee on US-USSR Cooperation in Physics
- National Academy of Sciences Space Science Board, para la NASA y el Congreso de los Estados Unidos.

## Películas
Carl Sagan consultó a Thorne sobre los viajes en el tiempo para su novela Contacto, más tarde llevada al cine. Thorne desmintió inmediatamente las hipótesis de Sagan, sin embargo, más tarde tuvo una epifanía: los agujeros de gusano pueden ser utilizados como máquinas del tiempo. Su obra posterior, Wormholes, Time Machines and the Weak Energy Condition, junto con otros trabajos, le han hecho muy popular entre los fanes de la ciencia ficción. No le importó que su trabajo fuera especulativo, y puso tanta energía en él como en otras materias.
En junio de 2006, Steven Spielberg anunció que iba a dirigir una película de ciencia ficción dura acerca de «un grupo de exploradores que viajan a través de un agujero de gusano a otra dimensión», sobre ideas de Kip Thorne y la productora Lynda Obst. Su título: Interstellar. En enero de 2007, el guionista Jonathan Nolan se reunió con el estudio para analizar la adaptación de Obst y la aportación de Thorne en un guion narrativo. En marzo, Paramount contrató a Nolan, así como a algunos científicos del Caltech, para un taller que se ocupara del proyecto. Kip Thorne fue propuesto para participar como actor en la película Interstellar. Su estreno se produjo en noviembre de 2014, habiendo sido finalmente dirigida por Christopher Nolan.